# Trattato INF
Il trattato INF (Intermediate-Range Nuclear Forces Treaty) venne siglato a Washington l'8 dicembre 1987 da Ronald Reagan e Michail Gorbačëv, a seguito del vertice di Reykjavík (11-12 ottobre 1986) tenutosi tra i due capi di Stato di Stati Uniti d'America e Unione Sovietica.
Il trattato fu il primo frutto del cambio al vertice dell'Unione sovietica: esso pose fine alla vicenda degli euromissili, ovvero dei missili nucleari a raggio intermedio installati da USA e URSS sul territorio europeo: prima, gli SS-20 sovietici e, in seguito alla cosiddetta doppia decisione della NATO del 1979, i missili statunitensi IRBM Pershing-2 e quelli cruise BGM-109 Tomahawk.

## La crisi degli euromissili
La richiesta della "doppia decisione" venne dal cancelliere tedesco Helmut Schmidt che paventava il "decoupling" nucleare: a fronte di missili a medio raggio sovietici che minacciavano l'Europa occidentale ma non l'America, la "risposta flessibile" su cui si basava la deterrenza nucleare NATO perdeva la sua credibilità, perché Washington avrebbe dovuto rischiare la rappresaglia massiccia sul suo territorio per difendere l'Europa da una minaccia soltanto locale.
Nella conferenza di Guadalupe del gennaio 1979, Jimmy Carter, James Callaghan, Valéry Giscard d'Estaing ed Helmut Schmidt avevano sostanzialmente istruito la decisione sugli euromissili, che fu poi assunta dal Consiglio Atlantico quello stesso anno: sotto riserva di un loro ritiro in caso di ritiro dei missili sovietici, si decise di introdurre sul teatro europeo missili a medio raggio Cruise BGM-109 Tomahawk e MGM-31 Pershing, in numero pari agli SS-20 dislocati da Leonid Brežnev negli ultimi anni, con puntamento sulle capitali europee occidentali. Al momento in cui la scelta della Nato prese forma, "l’iniziativa politica del cancelliere tedesco Helmut Schmidt (1974-1982) per il riequilibrio - al ribasso o, se necessario, al rialzo - del potenziale nucleare attivabile in Europa (...) intese scongiurare una sovraesposizione della RFT, ponendo come condizione la disponibilità di altri Paesi dell'Europa continentale ad accollarsene la responsabilità. La “clausola di non esclusività” dettata da Schmidt sembrò interpellare direttamente l'Italia, ma la risposta non fu immediata".
Secondo lo storico Leopoldo Nuti "L'inclinazione del PSI ad appoggiare il governo su questo punto permise al Presidente del Consiglio Cossiga di esprimersi chiaramente a favore dell'installazione quando David Aaron compì una nuova visita a Roma il 23 ottobre, pur aggiungendo che l'Italia riteneva indispensabile che contemporaneamente si aprisse un negoziato con l'URSS e che la NATO prendesse la decisione all'unanimità. A fine mese, Zbigniew Brzezinski metteva al corrente il presidente Carter che la Gran Bretagna, la Germania Occidentale e l'Italia avevano tutte informato Aaron di aver preso «delle salde decisioni all'interno dei rispettivi governi» per appoggiare lo schieramento dei missili, e che l'Italia sembrava aver anche abbandonato le sue precedenti insistenze per condividere il controllo operativo dei missili. Un tentativo sovietico di operare pressioni sul governo italiano attraverso l'invio a Roma del presidente della Commissione esteri del Soviet supremo, Ponomariov, non riuscì a modificare la posizione italiana".
"Il doppio passaggio parlamentare - il secondo avvenne nel novembre 1983, al momento dell'installazione dei Cruise e con Craxi a Palazzo Chigi - accompagnò la gestazione e poi contribuì a cristallizzare la svolta del pentapartito, che Giovanni Spadolini avrebbe tenuto a battesimo il 28 giugno 1981”.
L'installazione di questi sistemi d'arma condusse ad un braccio di ferro tra le due Superpotenze lungo quasi dieci anni, nel contesto del quale si sviluppò un forte movimento pacifista occidentale, profondamente innovativo nei contenuti e nelle modalità di espressione; tuttavia questo movimento ebbe molto più successo nell'influenzare il costume e la cultura che nel modificare realmente le posizioni dei Governi degli Stati in cui si sviluppò (principalmente USA, Regno Unito, Repubblica Federale Tedesca ed Italia).
Questa decisione della NATO, unitamente al raid di Entebbe degli israeliani ed alla guerra delle Falkland di Margaret Thatcher, è addotta da molti come la prima forma di risveglio di una politica occidentale proattiva dopo anni di appeasement e di "paura di dispiacere" alle entità non democratiche presenti nel mondo successivo alla crisi dei missili di Cuba del 1962 ed alla crisi petrolifera del 1973.

## Precedenti negoziali
Il tentativo abortito, di un'intesa tra diplomatici russi ed americani, colpì l'immaginario collettivo: nel periodo più gelido della "seconda guerra fredda" reaganiana, apparve la ribellione delle individualità dei negoziatori contro gli apparati, che li inseguivano fino al punto di doverli costringere a scambiarsi piani negoziali da soli nei sentieri di montagna sotto la neve.
Di tale immagine pubblica si coglie più di un riflesso nella rappresentazione teatrale A Walk in the Woods (Una passeggiata nei boschi), messa in scena a Londra alla fine degli anni ottanta con la formidabile interpretazione di sir Alec Guinness nei panni del negoziatore russo: essa ottenne un Olivier Award nomination, nel 1989.
Sin dalla proposta di Ronald Reagan di rilanciare la "doppia decisione" del 1979 come una idea sua (utilizzando propagandisticamente lo slogan dei pacifisti europei "opzione zero" per dichiarare che lo smantellamento degli SS-20 sovietici avrebbe prodotto il ritiro dei Pershing e dei Cruise), si iniziò una semipubblica negoziazione a Ginevra condotta dai diplomatici di elevato rango Paul Henry Nitze e Yuli Kvitsinsky. Nello scetticismo generale (l'uno veniva dal brain trust del primo McNamara, quello dei "falchi" della Rand corporation, l'altro era uno dei più ligi ambasciatori di scuola Gromyko, avvezzo alle chiusure di "Mr. Nyet") i negoziati furono svolti alla fine dell'epoca di Brežnev.
Sotto l'immaginifica etichetta giornalistica della "passeggiata nei boschi" (circostanti il lago Lemano) emerse a sorpresa che i due negoziatori avevano elaborato una proposta "zero più x", che lasciava i Pershing-Cruise al livello numerico già conseguito in quel momento (non era ancora stata completata la piena dislocazione, ma si era a poco meno di metà), e tollerava la presenza di un numero di SS-20 ad essi pari, riducendo la richiesta occidentale di ritiro al solo loro surplus rispetto a quel livello.
La proposta, evidentemente negoziata al di fuori degli incontri ufficiali (e delle stesse sedi in cui si svolgevano) per non far filtrare la notizia prematuramente alle fazioni belliciste delle rispettive dirigenze, fu respinta da ambedue le capitali, che nella battaglia per guadagnare il consenso delle opinioni pubbliche interne ed europee avevano spiegato troppo fuoco di sbarramento mediatico per tollerare risultati minori del successo pieno. I delegati furono richiamati e, durante la presidenza Andropov e Černenko, non vi furono più negoziati, fino al completamento del programma di spiegamento occidentale.

## L'accordo e i suoi seguiti
A una sintetica ricostruzione delle trattative USA-URSS tra il 1979 e il 1983, già nel 1984 un Rapporto del Comitato speciale sulle armi nucleari in Europa dell'Assemblea interparlamentare dell'Atlantico nel Nord aveva fatto seguire un giudizio assai positivo sugli effetti del mantenimento della decisione atlantica, "con una vasta analisi della complessa problematica delle INF - sia nei rapporti intergovernativi che sul piano della sensibilizzazione e della mobilitazione delle opinioni pubbliche - nelle realtà nazionali specifiche USA, URSS, della Germania Ovest, del Regno Unito, dell'Italia, dei Paesi Bassi, del Belgio e della Francia".
In effetti, verificata l'inefficacia del disegno intimidatorio dell'Europa occidentale (la cosiddetta "finlandizzazione" paventata da Helmut Schmidt), la nuova dirigenza sovietica di Gorbačëv perse interesse a mantenere alto il livello della contesa ed addivenne al compromesso su basi diverse e più ampie rispetto al tentativo ginevrino.
In conformità dell'intesa raggiunta nel corso dell'incontro al vertice sovietico-americano, svoltosi a Ginevra nel novembre 1985, l’8 dicembre 1987 Reagan e Gorbacëv siglarono l’Intermediate range nuclear forces treaty. Il trattato ha un valore fondamentale, in quanto segnò un punto di svolta nel processo negoziale legato al controllo degli armamenti tra le due superpotenze. Per la prima volta, infatti, i sistemi d'arma oggetto del negoziato non venivano ridotti o ritirati, ma effettivamente eliminati. In secondo luogo l'URSS accettò una serie di regole e clausole che non aveva mai precedentemente accettato, in primis un rigido sistema di ispezioni internazionali sul proprio territorio.
In parte questa accettazione fu dovuta alla pressione generata dal deterioramento della situazione nel Patto di Varsavia, in parte fu spinta dalla grande scommessa politica di Gorbačëv, culturalmente molto influenzato dalle posizioni più innovative presenti nei settori più avanzati delle grandi socialdemocrazie europee, alle quali voleva "agganciare" l'URSS, come parte di un sofisticato progetto politico teso a fare rientrare l'URSS nel gioco politico mondiale dal quale il bipolarismo l'aveva progressivamente emarginata.
Sulla base delle formulazioni della Dichiarazione congiunta approvata il 10 dicembre 1987, in seguito all'incontro al vertice di Washington, le parti proseguirono i colloqui al fine di mettere a punto un accordo a parte relativo al trattato ABM: in tale ambito il segretario generale del Comitato Centrale del Partito Comunista dell'Unione Sovietica Michail S. Gorbačëv e il presidente degli Stati Uniti d'America Ronald U. Reagan si sono incontrati a Mosca nei giorni tra il 20 maggio e il 2 giugno 1988.
Nel 1991 le superpotenze adottarono un trattato per la proibizione di questi armamenti e ne vennero smaltiti quasi 2.700.

### Il ritiro degli Stati Uniti
Gli Usa, negli anni successivi, hanno accusato più volte la Russia di violare l'accordo, sino all'accusa formale da parte dell'ex presidente Barack Obama, nel 2014. Il New York Times ha riferito nel febbraio 2017 che la Russia ha armato due battaglioni con il nuovo missile a medio raggio SSC-8: secondo le fonti citate, ciascuno dei battaglioni sarebbe equipaggiato con quattro lanciatori mobili, ognuno in grado di lanciare circa una dozzina di testate nucleari. Il segretario della difesa degli Stati Uniti, James Mattis, ha denunciato nel novembre 2017 ai colleghi della NATO tale violazione del trattato.
Nell’autunno del 2018 il presidente degli Stati Uniti d'America Donald Trump ha annunciato il ritiro dal trattato, accusando la Russia di non rispettare l'accordo. L'amministrazione statunitense sostiene che il trattato svantaggi il Paese anche nei confronti della Cina, che non è parte dell'accordo e non ha restrizioni nella produzione di missili nucleari a media gittata in una fase di accesa contrapposizione geopolitica con Pechino.
A gennaio del 2019, la riunione del consiglio NATO-Russia è stata il teatro di un reciproco scambio di accuse fra Washington e Mosca, rispettivamente per il sistema Shield europeo e per lo sviluppo del Novator 9M729. Gli Stati Uniti hanno minacciato il rischio di una loro uscita dall'accordo entro il 2 febbraio successivo, al quale sarebbero seguiti sei mesi di trattative prima della conferma definitiva di tale atto.
Il ritiro statunitense dall'accordo ha formalmente avuto luogo il 2 agosto 2019.